# Gingerdead Man 3: Saturday Night Cleaver
Gingerdead Man 3: Saturday Night Cleaver é um filme de comédia de terror americano de 2011 pela Full Moon Features e é a terceira e última parte da série The Gingerdead Man. Foi lançado em 13 de setembro de 2011, depois de muitos atrasos de filmagem pelo diretor Charles Band. Foi originalmente intitulado como Gingerdead Man 3: Roller Boogieman!

## Elenco
- William Butler como Injun Joe
- Jackie Beat
- Paris Wagner
- Steve-Michael McLure
- Kimberly Pfeffer
- Selene Luna
- Jacqui Holland
- Jonny J.
- Laura Kachergus
- Jean Louise O'Sullivan
- Travis Walck
- Elizabeth Bell
- Junie Hoang
- Jonona Amor
- Steffinnie Phrommany
- Tiffany Danielle
- Zachery Haas as Pickles
- Alexis Marie Colcord como Tina
- Caley Chase
- Jared Black
- Michael Manning
- Jonathan "Jonno" Liberman como o homem morto #5/Boogie Skater Lead
- Michael Airington como preso assado
- Muffy Bolding como Ingrid Harshman

### Paródia Skaters (não creditado)
- Bogdan Szumilas como Hitler
- Peter Stickles como Jeffrey Dahmer
- Booby Bromley como Charles Manson